# Teratomyzidae
Famille
Les Teratomyzidae sont une famille de diptères.

## Liste des genres
Selon BioLib (7 juin 2019) :
- genre Auster McAlpine & Keyzer, 1994
- genre Lips McAlpine & Keyzer, 1994
- genre Pous McAlpine & Keyzer, 1994
- genre Teratomyza Malloch, 1933
- genre Teratoptera Malloch, 1933